# Arthur Fleming Andrews
Arthur Fleming Andrews (Muncie, Indiana, 1 de setembre de 1876 – Long Beach, Califòrnia, 20 de març de 1930) va ser un ciclista estatunidenc que va córrer a primers del segle xx.
Va participar en les proves de ciclisme dels Jocs Olímpics de Saint Louis de 1904. Va guanyar la medalla de plata a la prova de 25 milles i la de bronze a la de 5 milles. A la prova de 1/4 de milla arribà a les semifinals, mentre que a la de la 1/2 milla quedà eliminat en la primera ronda.